# 1980년 동계 올림픽
1980년 동계 올림픽(영어: 1980 Winter Olympics, XIII Olympic Winter Games)은 1980년 2월 13일부터 2월 23일까지 미국 뉴욕주 레이크플래시드에서 개최된 제13회 동계 올림픽이다. 또 다른 후보 도시인 캐나다 밴쿠버는 최종 투표에서 탈락했다.

## 개최지 선정
1974년 10월 23일, 오스트리아 빈에서 열린 IOC 총회에서 미국 레이크플래시드에서 개최하기로 결정되었다. 경쟁 도시가 없어서 투표를 할 필요가 없었다.

## 참가국
1980년 동계 올림픽에는 다음 37개 나라 올림픽 위원회에서 선수단을 파견했다. 중국, 코스타리카, 키프로스 3개국이 처음으로 동계 올림픽에 참가했다.
| \| - 안도라 (3) - 아르헨티나 (12) - 오스트레일리아 (9) - 오스트리아 (43) - 벨기에 (3) - 볼리비아 (3) - 불가리아 (8) - 캐나다 (58) - 중화인민공화국 (24) - 코스타리카 (3) - 키프로스 (3) - 체코슬로바키아 (41) \| \| - 핀란드 (53) - 프랑스 (22) - 동독 (53) - 서독 (80) - 영국 (48) - 그리스 (3) - 헝가리 (3) - 아이슬란드 (6) - 이탈리아 (46) - 일본 (50) - 대한민국 (10) - 레바논 (3) \| \| - 리히텐슈타인 (7) - 몽골 (3) - 네덜란드 (29) - 뉴질랜드 (5) - 노르웨이 (63) - 폴란드 (30) - 루마니아 (35) - 소련 (86) - 스페인 (8) - 스웨덴 (61) - 스위스 (44) - 미국 (101) (개최국) - 유고슬라비아 (15) \| |  | |  | |
| - 안도라 (3) - 아르헨티나 (12) - 오스트레일리아 (9) - 오스트리아 (43) - 벨기에 (3) - 볼리비아 (3) - 불가리아 (8) - 캐나다 (58) - 중화인민공화국 (24) - 코스타리카 (3) - 키프로스 (3) - 체코슬로바키아 (41) |  | - 핀란드 (53) - 프랑스 (22) - 동독 (53) - 서독 (80) - 영국 (48) - 그리스 (3) - 헝가리 (3) - 아이슬란드 (6) - 이탈리아 (46) - 일본 (50) - 대한민국 (10) - 레바논 (3) |  | - 리히텐슈타인 (7) - 몽골 (3) - 네덜란드 (29) - 뉴질랜드 (5) - 노르웨이 (63) - 폴란드 (30) - 루마니아 (35) - 소련 (86) - 스페인 (8) - 스웨덴 (61) - 스위스 (44) - 미국 (101) (개최국) - 유고슬라비아 (15) |

## 종목
- 노르딕복합
- 루지
- 바이애슬론
- 봅슬레이
- 스키점프
- 스피드스케이팅
- 아이스하키
- 알파인스키
- 크로스컨트리
- 피겨스케이팅

## 메달 집계
| 순위 | 국가         | 금메달 | 은메달 | 동메달 | 합계 |
| ---- | ------------ | ------ | ------ | ------ | ---- |
| 1    | 소련         | 10     | 6      | 6      | 22   |
| 2    | 동독         | 9      | 7      | 7      | 23   |
| 3    | 미국         | 6      | 4      | 2      | 12   |
| 4    | 오스트리아   | 3      | 2      | 2      | 7    |
| 5    | 스웨덴       | 3      | 0      | 1      | 4    |
| 6    | 리히텐슈타인 | 2      | 2      | 0      | 4    |
| 7    | 핀란드       | 1      | 5      | 3      | 9    |
| 8    | 노르웨이     | 1      | 3      | 6      | 10   |
| 9    | 네덜란드     | 1      | 2      | 1      | 4    |
| 10   | 스위스       | 1      | 1      | 3      | 5    |

## 대회 이모저모
- 미국 아이스하키 대표팀은 어려운 상대로 예상되던 소련을 꺾고 우승을 차지했다. 이 일은 2004년에 영화 《미라클》로 각색되었다.
- 미국의 에릭 하이든은 스피드 스케이팅에서 5관왕에 올랐다.

| 동계 올림픽     |                                        |               |
| 이전 대회       | 1980년 동계 올림픽 레이크플래시드 1980 | 다음 대회     |
| 인스브루크 1976 | 1980년 동계 올림픽 레이크플래시드 1980 | 사라예보 1984 |